# Józef Feliks Ostaszewski

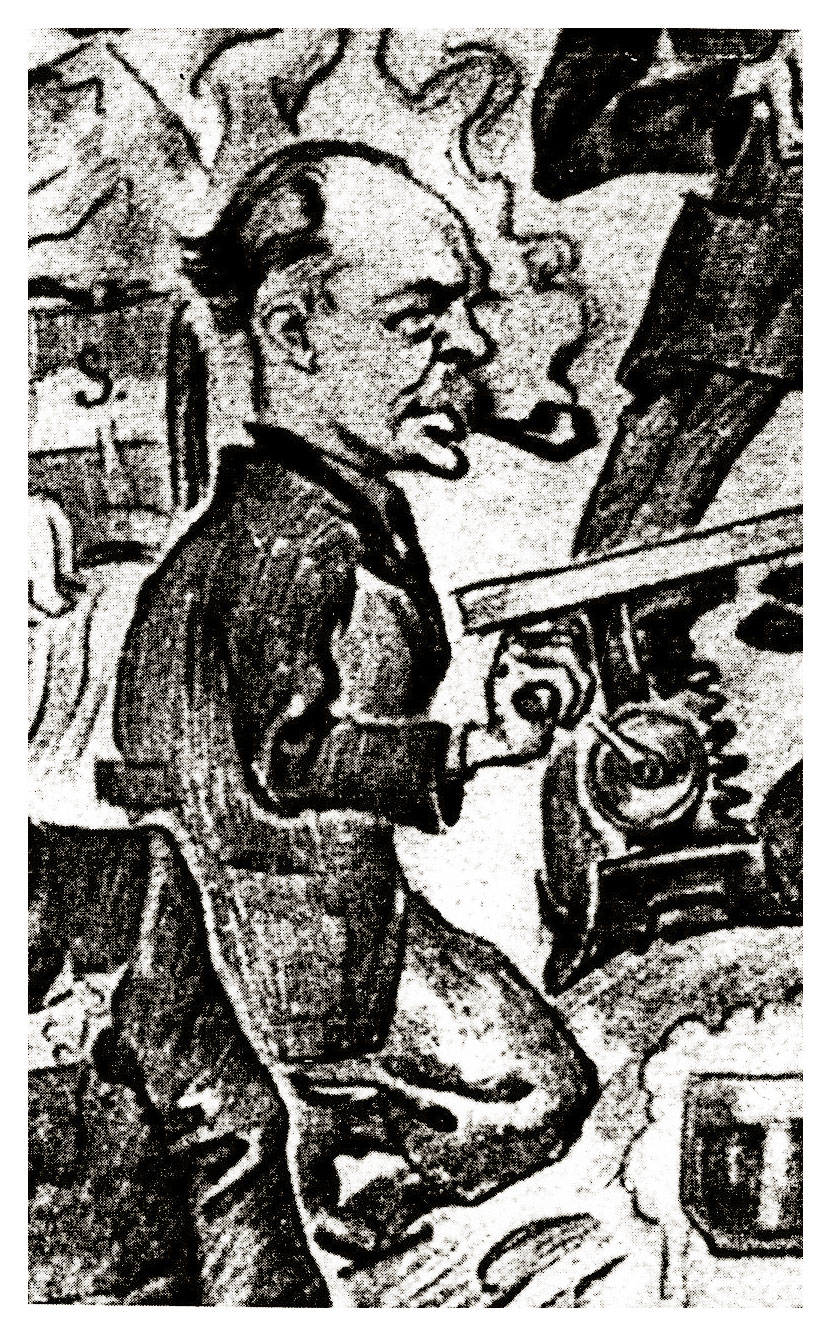
Józef Ostaszewski – karykatura

Józef Feliks Ostaszewski (ur. 17 października 1904 w Klimkówce, zm. 19 grudnia 1989 w Krośnie) – inżynier, naukowiec, jeden z czołowych polskich specjalistów w zakresie automatyki wydobycia ropy naftowej.

## Życiorys
Józef Feliks Kazimierz Ostaszewski h. Ostoja urodził się 17 października 1904 w Klimkówce, w ziemiańskiej rodzinie Stanisława Hieronima Bronisława Ostaszewskiego h. Ostoja i Anieli Zofii z Sękowskich h. Prawdzic. Jego siostrami były Zofia, Izabella oraz Maria (1901–1989), żona Daniela Rodich-Laskowskiego. 
Ukończył studia na Politechnice Lwowskiej. Był działaczem Stowarzyszenia Młodzieży Katolickiej „Odrodzenie”. 
W 1939 wziął udział w kampanii wrześniowej, walcząc w 10 Brygadzie Kawalerii. 
Po wojnie współtworzył Instytut Nafty i Gazu w Krośnie. 
Był docentem, autorem szeregu publikacji z zakresu mechaniki i automatyki górnictwa naftowego, autorem patentów, twórcą prac konstrukcyjnych i przyrządów pomiarowych dla przemysłu naftowego, honorowym członkiem Stowarzyszenia Naukowo-Technicznego Inżynierów i Techników Przemysłu Naftowego i Gazowniczego, członkiem Rady Naukowej Instytutu Naftowego i członkiem sekcji naukowej Polskiej Akademii Nauk „Gospodarka złożami i eksploatacja złóż naftowych”.
W 1952 otrzymał Nagrodę Państwową II stopnia (zespołową) za prace racjonalizatorskie w dziedzinie kopalnictwa naftowego, w szczególności za konstrukcję, wykonanie i zastosowanie aparatów i przyrządów do wiertnictwa i wydobywania ropy naftowej.
Od 22 kwietnia 1933 był mężem Marii Anieli Felicji z Kurzec-Skibniewskich h. Ślepowron (1907–1984). Mieli syna Antoniego Stanisława Władysława (ur. 1934) i córki: Zofię Magdalenę Joannę (1935–2015), Annę (ur. 1944) i Marię Józefę (ur. 1947). 
Zmarł 19 grudnia 1989 w Krośnie, pochowany na cmentarzu w Klimkówce.

## Orderu i odznaczenia
- Krzyż Kawalerski Orderu Odrodzenia Polski (1972)[6]
- Krzyż Walecznych
- Złoty Krzyż Zasługi
- Srebrny Krzyż Zasługi
- Srebrny Medal „Zasłużonym na Polu Chwały”
- Brązowy Medal „Zasłużonym na Polu Chwały”
- Medal „Za udział w wojnie obronnej 1939”